# Cornwallis Park
Cornwallis Park è il nome di una comunità rurale nella contea di Annapolis (Nuova Scozia), in Canada. Al 2016, la popolazione era di 479 abitanti.

## Storia
La comunità è localizzata sul bordo orientale di Clementsport e immediatamente a est di Deep Brook. Era chiamata in precedenza Cornwallis dopo che una base militare vi fu istituita con il nome HMCS Cornwallis nel 1942 e divenne CFB Cornwallis nel 1968 (fu tenuta in disuso nel 1946-49). Dopo che la CFB Cornwallis chiuse nel 1994 la proprietà fu convertita a uso civile. Un'autorità di sviluppo locale usò il nome 
Cornwallis Park e questo fu formalmente adottato per la comunità nel 2000.

## Attuali sviluppi
Cornwallis Park era la sede del principale ufficio amministrativo del Pearson Peacekeeping Centre, un'organizzazione senza scopo di lucro dedicata a favorire la pace e la sicurezza nel mondo, che chiuse la sua attività nel 1994. Il Centro occupava l'ex residenza del comandante della base. Una porzione significativa delle strutture dell'ex base militare (particolarmente le stanze per gli alloggi, l'ospitalità e le riunioni e le sale per le assemblee) è stata acquisita dal Centro Conferenze del Bacino di Annapolis. Cornwallis Park ospita annualmente oltre 1.000 cadetti della Marina reale canadese per l'addestramento attraverso il centro CSTC HMCS Acadia. Molti degli alloggi per i militari sposati sono stati venduti come residenze private.